# الکی بروکس
الکی بروکس (متولد الین بوکبیندر؛ ۲۵ فوریه ۱۹۴۵) یک خواننده انگلیسی راک، بلوز و جاز است. او خواننده گروه‌های Dada و سرکه جو بود و بعداً به یک هنرمند انفرادی تبدیل شد. او بزرگ‌ترین موفقیت خود را در اواخر دهه ۱۹۷۰ و ۱۹۸۰ با انتشار ۱۳ تک آهنگ برتر بریتانیا به دست آورد. او دو بار نامزد جوایز بریت شده‌است.
بروکس برنده نشان طلایی جایزه شایستگی از آکادمی آهنگسازان، آهنگسازان و نویسندگان بریتانیا (BASCA) (آکادمی Ivors) است و به‌طور کلی به عنوان «ملکه بلوز بریتانیا» شناخته می‌شود.
بروکس در خانواده ای یهودی در سالفورد به دنیا آمد. پدربزرگ و مادربزرگ پدرش در آغاز قرن بیستم از لهستان به بریتانیا مهاجرت کردند تا از قتل‌عام یهودیان فرار کنند. برادران بزرگتر او ریموند بوکبیندر (متولد ۱۹۳۸) و آنتونی بوکبیندر (متولد ۲۸ مه ۱۹۴۳) هستند.

در اوایل تا اواسط دهه ۱۹۷۰، بروکس با پیت گیج (گیتاریست) ازدواج کرد. در ۱ مارس ۱۹۷۸، او با تروور جردن (مهندس صدا) که با دایانا راس، رولینگ استونز، لوچیانو پاواروتی، سارا وان و بسیاری دیگر کار کرده بود، ازدواج کرد. آنها در شهرستان دوون زندگی می‌کنند و دو پسر به نام‌های جرمین (متولد ۲۲ دسامبر ۱۹۷۹) و جوزف (متولد ۳۱ دسامبر ۱۹۸۶) دارند. بین سال‌های ۱۹۸۱ تا ۲۰۰۲، آنها در عمارتی در منطقه ای دور افتاده در شمال دوون زندگی می‌کردند. با این حال، در سال ۱۹۹۸، پس از اینکه حسابدار او به او اطلاع داد که مالیات او را پرداخت نکرده‌است، بروکس خود را در بدهی شدید دید و به زندگی در یک خانه سیار تقلیل یافت. پس از چهار سال افزایش قبوض و وام‌های بهره، بروکس موفق شد خانه‌اش را بفروشد (پس از تهدید به بازپس‌گیری) و تمام بدهی‌هایش را تسویه کند. در سال ۲۰۰۰، مدیریت و تبلیغ تور بروکس توسط پسرش جرمین و همسرش جوآنا به عهده گرفته شد. او هنوز هم در حال تور است و کنسرت‌هایش تا سال‌های ۲۰۲۳ و ۲۰۲۴ برنامه‌ریزی شده‌است

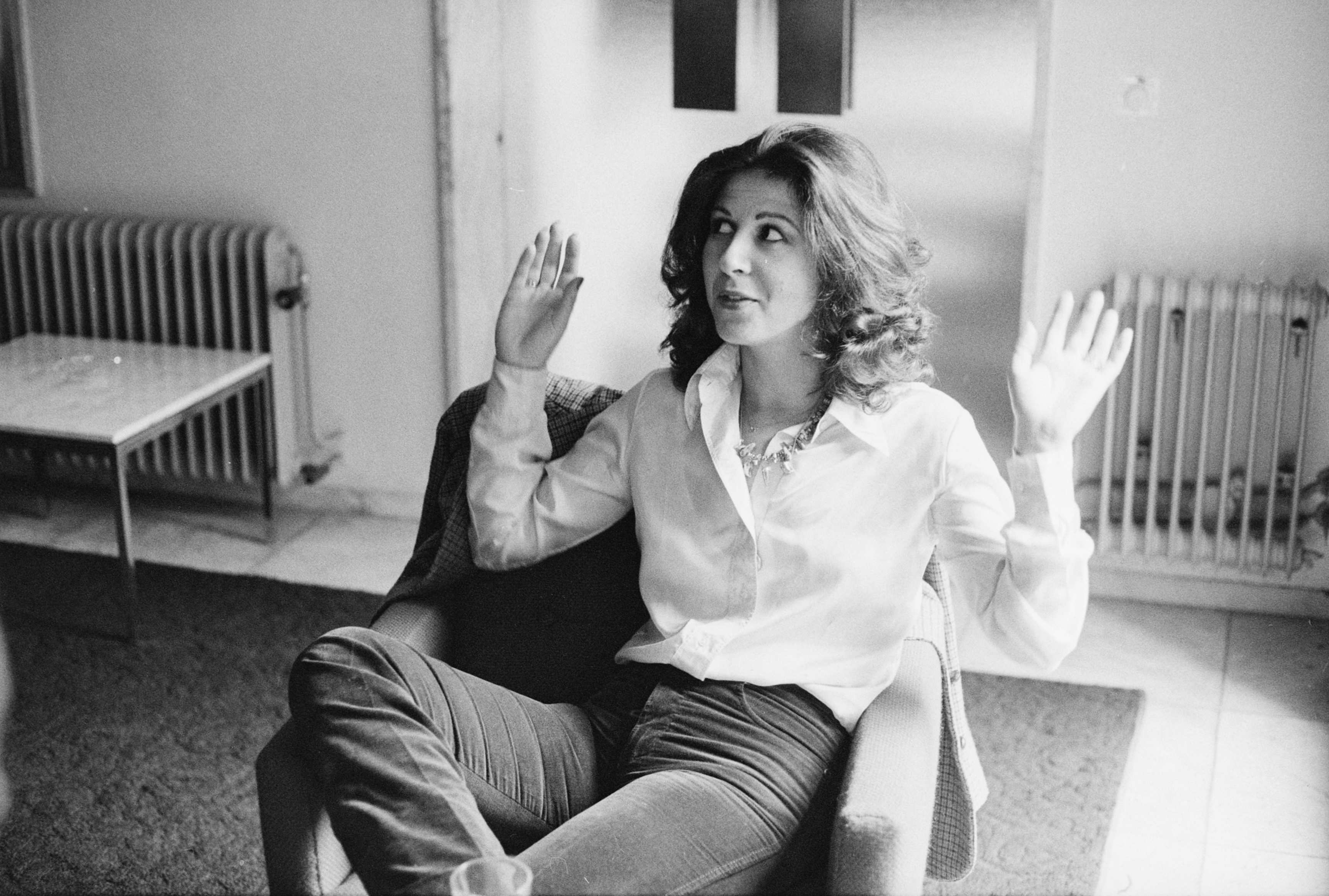
الکی بروکس در آمستردام، ۱۹۷۷

## دیسکوگرافی

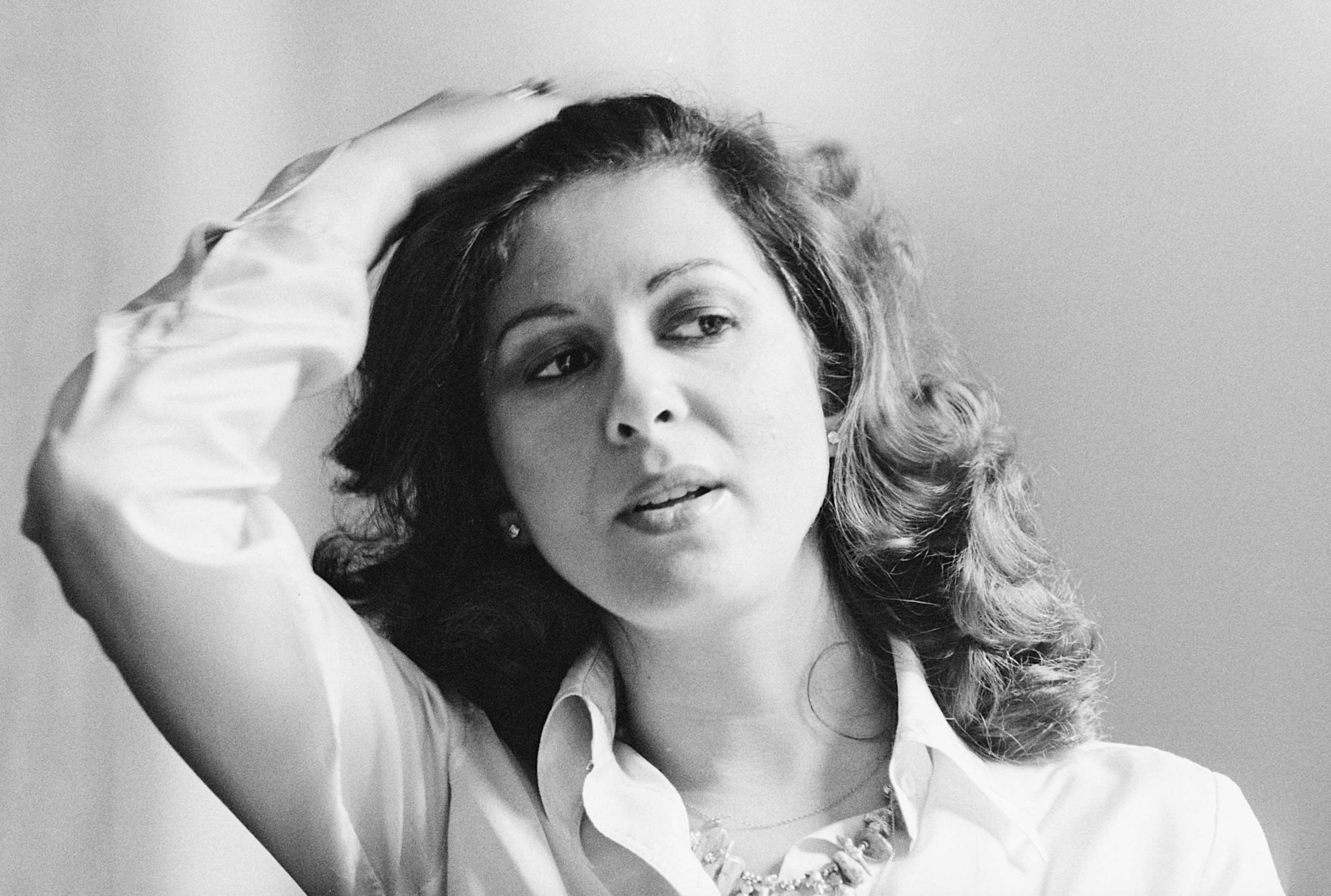
الکی بروکس در آمستردام، ۱۹۷۷

- زن مرد ثروتمند (۱۹۷۵)
- دو روز دور (۱۹۷۷)
- ستاره تیرانداز (۱۹۷۸)
- زندگی و یادگیری (۱۹۷۹)
- مروارید (۱۹۸۱)
- Pearls II (1982)
- دقیقه (۱۹۸۴)
- Screen Gems (1984)
- دیگر احمق نیست (۱۹۸۶)
- بچه صحافی (۱۹۸۸)
- الهام (۱۹۸۹)
- مروارید III (1991)
- نیمه شب گرد (۱۹۹۳)
- چیزی جز آبی‌ها (۱۹۹۴)
- حلقه‌ها (۱۹۹۵)
- شگفت‌انگیز (۱۹۹۶)
- شانگری لا (۲۰۰۳)
- مشکل در ذهن [با هامفری لیتلتون ] (2003)
- خانم برقی (۲۰۰۵)
- بی قدرت (۲۰۰۹)الکی بروکس در آمستردام، ۱۹۷۷

## جوایز

### آکادمی Ivors[۶]
آکادمی سابق ترانه سرایان، آهنگسازان و نویسندگان بریتانیا BASCA.
| سال  | نتیجه |
| ---- | ----- |
| ۱۹۹۹ | برنده |

### فستیوال آواز ون نوکه / جام آواز اروپا
(مسابقه موسیقی در بلژیک، 1959-1973).
| سال  | جایزه                   | نتیجه |
| ---- | ----------------------- | ----- |
| 1964 | جایزه بین‌المللی مطبوعات | برنده |

جوایز موسیقی رادیو پایتخت 1979
| سال  | نتیجه     |
| ---- | --------- |
| ۱۹۷۹ | نامزد شده |

### Melody Maker
مجله موسیقی بریتانیا.
| سال  | نتیجه |
| ---- | ----- |
| ۱۹۷۲ | برنده |

### جوایز نظرسنجی موسیقی دیسک ۱۹۷۴
دیسک یک مجله موسیقی بریتانیایی بین سال‌های ۱۹۵۸ تا ۱۹۷۵ بود که با Record Mirror ادغام شد.
| سال  | نتیجه |
| ---- | ----- |
| ۱۹۷۳ |       |

### Ny Musik Svensk Musiktidning[۱۹]
(مجله موسیقی که در سوئد، نروژ، دانمارک و فنلاند منتشر می‌شود).
| سال  | جایزه                           | نتیجه |
| ---- | ------------------------------- | ----- |
| ۱۹۷۴ | گولدورات (جایزه گوش طلایی سوئد) | برنده |

### جوایز راک و پاپ بریتانیا[۲۰]
به‌طور مشترک توسط دیلی میرور، (Asociated Television 1976/77)،
رادیو بی‌بی‌سی ۱ و BBC TV در سراسر کشور (برنامه تلویزیونی) ۱۹۷۸/۸۴ سازماندهی شد.
| سال  | نتیجه     |
| ---- | --------- |
| ۱۹۷۷ | برنده     |
| ۱۹۷۹ | نامزد شده |

### کتاب گینس آلبوم‌های هیت بریتانیا[۲۱]
| سال  | دسته‌بندی                           | نتیجه |
| ---- | ---------------------------------- | ----- |
| ۱۹۹۸ | بیشترین آلبوم‌های هنرمند زن در چارت | برنده |

### جوایز هفته موسیقی - بررسی عملکرد نمودار
گواهینامه‌های صنعت فونوگرافی بریتانیا:
| سال  | کار کنید             | نتیجه |
| ---- | -------------------- | ----- |
| ۱۹۷۸ | دو روز دور           |       |
| ۱۹۷۸ | دو روز دور           |       |
| ۱۹۷۸ | ستاره دنباله دار     |       |
| ۱۹۸۱ | مروارید              |       |
| ۱۹۸۱ | مروارید              |       |
| ۱۹۸۱ | مروارید              |       |
| ۱۹۸۲ | مروارید دوم          |       |
| ۱۹۸۲ | مروارید دوم          |       |
| ۱۹۸۲ | مروارید دوم          |       |
| ۱۹۸۴ | سنگهای صفحه نمایش    |       |
| ۱۹۸۴ | سنگهای صفحه نمایش    |       |
| ۱۹۸۷ | دیگر احمق نیست       |       |
| ۱۹۸۷ | دیگر احمق نیست       |       |
| ۱۹۹۸ | بهترین‌های الکی بروکس |       |
| ۱۹۹۸ | بهترین‌های الکی بروکس |       |
| ۲۰۱۳ | بهترین‌های الکی بروکس |       |